# Ford Quadricycle

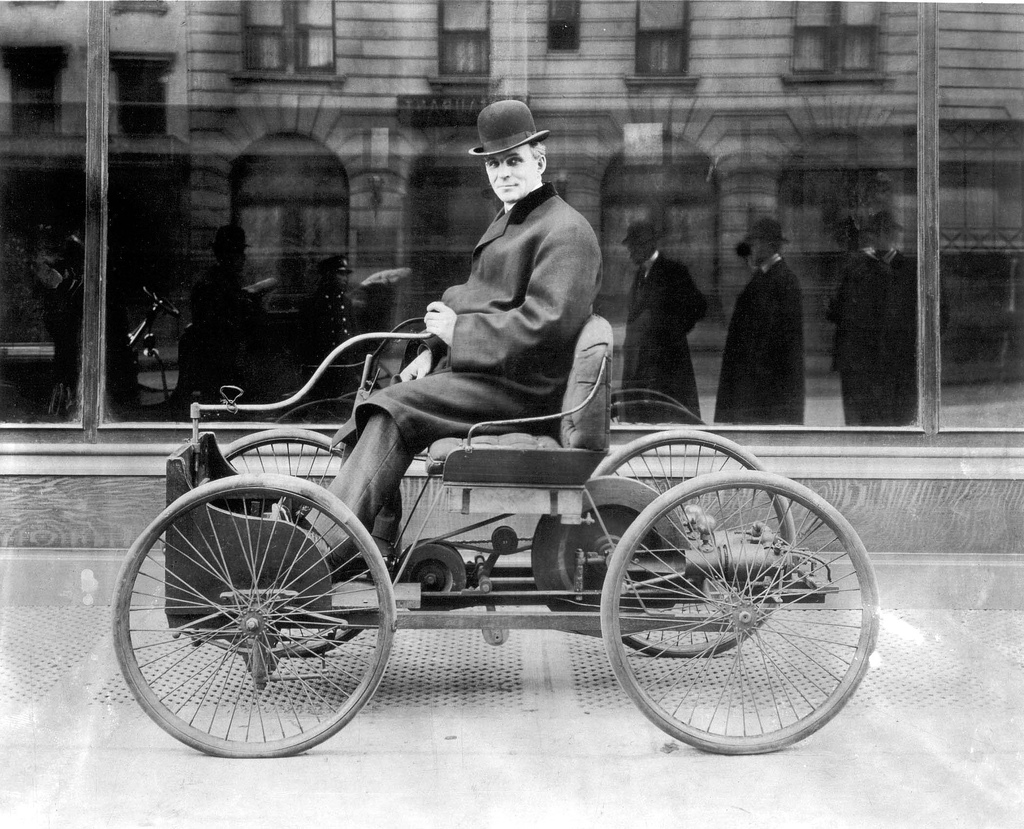
Ford ve svém Quadricyclu

Ford Quadricycle byl první vůz vytvořený Henry Fordem. Jeho prototyp byl dokončen a otestován 4. června 1896 a týž rok prodán za 200 dolarů. Ford jej později vykoupil zpět a dnes je exponátem v Muzeu Henryho Forda v Detroitu. 
Vůz poháněl benzínový motor o síle čtyř koní a měl dvě rychlosti (16 a 32 km/h). Neměl ještě volant a k varování okolí sloužil zvonek. Celkem byly v letech 1896–1901 vyrobeny tři kusy.